# Nannoniscus laticeps
Nannoniscus laticeps är en kräftdjursart som beskrevs av Hansen 1916. Nannoniscus laticeps ingår i släktet Nannoniscus och familjen Nannoniscidae. Inga underarter finns listade i Catalogue of Life.